# Irska Slobodna Država
Irska Slobodna Država (engleski: Irish Free State, irski: Saorstát Éireann) je naziv državne tvorevine koja je postojala od 1922. do 1937. godine. Proizveo ju je Anglo-irski sporazum potpisan u Londonu 6. prosinca 1921. Država je zaživjela točno godinu dana poslije. Nakon što je propao Uskrsni ustanak, počela je rasti potpora republikanskom uređenju.